# Bryconamericus peruanus
Bryconamericus peruanus és una espècie de peix de la família dels caràcids i de l'ordre dels caraciformes.

## Morfologia
- Els mascles poden assolir 9,2 cm de llargària total.[5]

## Hàbitat
Viu en zones de clima tropical.
Es troba a l'Amèrica del Sud, a les conques dels rius Amazones, Guayas, Esmeraldas i Santiago.